# L'Ombre et la Lumière
L'Ombre et la Lumière è il terzo album in studio del gruppo musicale power metal francese Manigance.

## Tracce
1. Abysse - 1:04
2. Envahisseur - 5:46
3. L'Ombre et la Lumière - 7:35
4. Prison Dorée - 5:51
5. Prédateur - 5:34
6. Sang Millénaire - 5:37
7. Privilège - 5:30
8. La Force des Souvenirs - 5:10
9. Sentinelle - 5:37
10. Miroir de la Vie - 5:06
11. Esclave - 5:56
12. Labyrinthe - 5:26
13. Hors La Loi (Live, traccia bonus dell'edizione giapponese) - 5:29

## Formazione
- Didier Delsaux - voce
- François Merle - chitarra
- Bruno Ramos - chitarra
- Marc Duffau - basso
- Florent Taillandier - tastiere
- Daniel Pouylau - batteria